# Johann Michael von Lutzenberg
Johann Michael Lutzenberg (seit 1793 Edler von, * 1745 in Buchloe; † 1815 in Innsbruck) war ein deutscher Mediziner und Hochschullehrer.

## Leben
Der aus einer alten schwäbischen Wundarztfamilie stammende Lutzenberg besuchte das Gymnasium in Augsburg, wo er mit einem jüngeren Bruder und Cousins bei seinem vermögenden Großvater lebte, der als Wundarzt im Dienst der Fugger stand.
1767 ging er nach Tirol, wo er in österreichische Militärdienste trat. Lutzenberg promovierte mit dem Thema Schwindel mit Arzneimitteln und war nach Entlassung aus dem Militärdienst von 1779 bis 1792 Innsbrucker Epidemiearzt. 1792 bis 1810 war er in Innsbruck Professor für Physiologie und Arzneimittellehre, ab 1806 auch für Medizinische Enzyklopädie und Methodologie.
1793 erhielt er den erbländisch-österreichischen Adelsstand mit dem Prädikat Edler von Lutzenberg. 1810 trat er von seiner Lehrtätigkeit in Ruhestand. 1812 wurde er im Königreich Bayern als emeritierter Universitätsprofessor und königlich bayerischer Rat bei der Adelsklasse immatrikuliert.
Lutzenberg war in erster Ehe 27 Jahre lang mit einer Tochter des Rheinfeldener Magistratsrats Engelberg verheiratet. In der Ehe wurde ein Sohn geboren, der jedoch nach zwei Tagen starb. In zweiter Ehe war er mit einer Tochter des Augsburger Magistratsrats Verhelst verheiratet, einer Nichte von Egid Verhelst. Dieser Ehe entstammten vier Töchter. Nach Lutzenbergs Tod wurden am 9. Mai 1815 in seiner Wohnung in der Höttinger Gasse in Innsbruck luxuriöse Gegenstände aus seinem Hausrat versteigert. Der österreichische Kaiser bewilligte der Witwe am 8. Oktober 1815 eine jährliche Pension von 300 fl. und für jede der vier noch unmündigen Töchter einen Erziehungsbeitrag von jährlich 30 fl. Die Vormundschaft über die verwaisten Töchter übernahm der 1811 pensionierte Innsbrucker Philosophieprofessor Friedrich Nitsche (1759–1821), der ein Freund Lutzenbergs war. Dessen gleichnamiger Sohn wurde 1835 mit dem Namen Nitsche von Hohenplan geadelt.
Lutzenberg verfasste eine 1812 zu Innsbruck gedruckte Autobiografie, die gegen Pasquillanten gerichtet war und in der er auch  berichtet, dass seine Familie schon früher adelig gewesen sei, nur hätten Urgroßvater wie Großvater keinen Gebrauch vom Adelstitel gemacht, so dass er vom Kaiser auf Grund persönlicher Verdienste den Adel verliehen bekam.